# هرگز نبوده
هرگز نبوده (به انگلیسی: Neverwas) یک فیلم درام وفانتزی کانادایی - آمریکایی محصول سال ۲۰۰۵ به کارگردانی و نویسندگی جوشوا مایکل استرن با بازی ایان مک‌کلن، آرون اکهارت، بریتانی مورفی، نیک نولتی، ویلیام هرت و جسیکا لنگ است.
این فیلم اولین بار در جشنواره بین‌المللی فیلم تورنتو ۲۰۰۵ به نمایش درآمد. با این حال، این فیلم هرگز اکران کامل سینمایی پیدا نکرد و سرانجام در سال ۲۰۰۷ به صورت فیلم ویدئویی منتشر شد.

## داستان
یک روان‌پزشک خوب و تحصیل کرده شغل دانشگاهی اش را ترک کرده و به موسسه‌ای می‌رود که پدر رمان نویسش در آن کار می‌کرده. او در آنجا با معمایی عجیب روبرو می‌شود…

## بازیگران
- ایان مک‌کلن در نقش گابریل فینچ
- آرون اکهارت در نقش زک رایلی
- بریتانی مورفی در نقش مگی پیج
- نیک نولتی نقش پیرسون
- جسیکا لنگ نقش کاترین پیرسون
- ویلیام هرت نقش دکتر پیتر رید
- الن کامینگ نقش جیک
- ورا فارمیگا نقش الینا
- بیل بلامی در نقش مارتین سندز
- مایکل موریارتی نقش دیک
- جن تیلور نقش استیجند (حضور کوتاه)[۴][۵]

### فیلمبرداری
فیلم‌برداری اصلی در سپتامبر ۲۰۰۴ در ونکوور، بریتیش کلمبیا، کانادا برگزار شد.